# Stanhopea pseudoradiosa
Stanhopea pseudoradiosa es una especie de orquídea endémica del suroeste de México.